# Zhuaraneus daoxiang
Espèce
Zhuaraneus daoxiang est une espèce d'araignées aranéomorphes de la famille des Araneidae.

## Distribution
Cette espèce est endémique du Yunnan en Chine,. Elle se rencontre dans le xian de Mengla.

## Description
Le mâle holotype mesure 2,70 mm et la femelle paratype 3,35 mm.

## Systématique et taxinomie
Cette espèce a été décrite par Mi, Wang et Li en 2024.

## Étymologie
Son nom d'espèce lui a été donné en référence à la chanson dao xiang de Jay Chou.

## Publication originale
- Mi, Wang & Li, 2024 : « Description of six new genera and twenty species of the orb-weaver spider family Araneidae (Araneae, Araneoidea) from Xishuangbanna, Yunnan, China. » Zoological Research: Diversity and Conservation, vol. 1, no 4, p. 290-341 (texte intégral).